# Sacrament (Band)
Sacrament war eine US-amerikanische christliche Thrash-Metal-Band aus Folcroft, Pennsylvania, die im Jahr 1989 gegründet wurde und sich 1994 wieder auflöste.

## Geschichte
Die Band wurde im Jahr 1989 gegründet. Bereits im Jahr 1990 folgte das Debütalbum Testimony of Apocalypse über R.E.X. Records. Danach verließ Gitarrist Mike DiDonato die Band und Sänger Mike Torane wurde durch Rob Wolfe ersetzt. Im Jahr 1992 schloss sich das zweite Album Haunts of Violence über R.E.X. Records an. Im Jahr 1994 löste sich die Band auf. DiDonato gründete später mit Sacrament Bassist Erik Ney und Believer-Schlagzeuger Joe Daub die Band Fountain of Tears.

## Stil
Die Band spielt schweren Thrash Metal, der mit der Musik von Bands wie Dark Angel und Forbidden vergleichbar ist. Die Texte sind durchweg religiös geprägt.

## Diskografie
- Presumed Dead (Demo, 1989, Eigenveröffentlichung)
- Testimony of Apocalypse (Album, 1990, R.E.X. Records)
- Haunts of Violence (Album, 1992, R.E.X. Records)